# KTM 65 SX
La KTM 65 SX es una motocicleta para jóvenes producida por KTM. La fábrica presentó la motocicleta en 1998, y en 2019 todavía estaba disponible. Tiene un motor monocilíndrico de dos tiempos de 64 cc refrigerado por agua, una caja de cambios manual de seis velocidades y 53 kg de peso en seco.

## Progresión del modelo

### 2010
En aquel año de se introdujo una nueva tapa de encendido (sellado mejorado) y nueva carcasa del motor (mayor fiabilidad).

### Versión 65 SXS Factory Racing
KTM presentó la versión SXS de edición limitada. Esta versión aumenta la potencia de 16 a 19,5 caballos, e incluye un escape FMF, un dispositivo de descompresión, una tapa del encendido de aluminio y un carburador afinado.